# 夜は眠れるかい?
「夜は眠れるかい?」（よるはねむれるかい）は、flumpoolの14枚目のシングル。2016年2月10日発売。

## 解説
- 初回限定盤は、DVD『LIMITED TOUR 2015 R→LOOF PLAN 〜大人の屋根裏計画〜』が封入されている。
- 初回限定盤のジャケットは山村隆太のみ通常盤の方はメンバー全員が写ったジャケットになっている。どちらも自らの顔を破り、その中に、さらに違った一面をのぞくようなジャケットになっている。
- 通常盤のみInstrumentalバージョンが収録されている。
- .Because... I am 以来5作ぶりにオリコンTOP3にチャ－トインした。

## 収録曲

### CD
1. 夜は眠れるかい?
作詞 ： 山村隆太 ： 作曲 ：阪井一生 ：編曲 ：百田留衣
  - 映画&テレビシリーズ『亜人』の主題歌
2. 君が笑えば 〜Just like happiness〜 
  - ブルボン『アルフォートミニチョコレートテレビ』CMソング
3. MOMENT
4. 夜は眠れるかい？(Instrumental)
5. 君が笑えば 〜Just like happiness〜(Instrumental)